# Andrew Morrison
Andrew Morrison, né le 5 juin 1919 et mort en 26 janvier 2004, est un prêtre jésuite, un journaliste et un militant pour les droits de l'homme.

## Biographie
Andrew Morrison est né le 5 juin 1919. Stabroek News rapporte qu’Andrew Morrison meurt le 26 janvier 2004 tandis que Freddie Kissoon prétend qu’Andrew Morrison meurt en janvier 2014.